# 井栗村
井栗村（いぐりむら）は、かつて新潟県南蒲原郡にあった村。

## 沿革
- 1889年（明治22年）4月1日 - 町村制の施行により、南蒲原郡大槻村が発足する。
- 1892年（明治25年）12月9日 - 南蒲原郡大槻村の区域の内、大字井栗、北野新田及び白山新田の区域が分立して、南蒲原郡井栗村が発足する。
- 1901年（明治34年）11月1日 - 南蒲原郡井栗村、塚野目村及び大槻村の区域の一部が合併して、改めて南蒲原郡井栗村が発足する。
- 1927年（昭和2年）10月1日 - 南蒲原郡栗林村の区域の一部を編入する。
- 1951年（昭和26年）6月1日 - 三条市に編入する。